# Arius gagora
Arius gagora és una espècie de peix de la família dels àrids i de l'ordre dels siluriformes.

## Morfologia
Els mascles poden assolir els 91,4 cm de llargària total.

## Distribució geogràfica
Es troba a l'Índia, Bangladesh i al Mar de la Xina Meridional.